# 卡尔·齐默
卡尔·齐默（英語：Carl Zimmer，1966年7月13日—）是一位美国科普作家、博客作者、科学新聞记者，《纽约时报》、《国家地理》、《发现》等杂志專欄作家，耶鲁大学摩尔斯学院和分子生物物理学与生物化学教授。齐默还经常发表演讲，并出现在许多广播节目中，包括全国公共广播电台的 Radiolab、Fresh Air 和This American Life。
齐默将他的新闻节拍描述为“生命”或“活着的意义”。 他是唯一一位拥有以他命名的绦虫（Acanthobothrium zimmeri）的科学作家。 齐默的父亲是新泽西州共和党政治家迪克·齐默，他曾于1991年至1997年担任美国众议院议员。

## 对科学和怀疑主义的看法
齐默公开表达了他对科学否认的担忧，并指出对科学的攻击“在许多情况下都是资金充足的运动，一些政治家出于自己的政治目的支持其中一些运动”，其中“气候变化、进化和 疫苗似乎位居榜首”。

## 荣誉
- 1999年：泛美卫生局国际健康报告卓越奖
- 2004, 2009, 2012年：美國科學促進會授予“专业记者对科学、工程和数学的杰出报道”[4][5]。
- 2007年：美国国家学院科学传播奖，授予“表彰在向公众报道和传播科学、工程和医学方面的卓越表现”，类别为报纸/杂志/互联网[6]。
- 2017年：在线新闻协会(Online News Association)的在线新闻奖，在解释性报道类别中获奖[7]

## 主要作品
- 《在水的边缘：生命的进化与演变》（At the water's edge: macroevolution and the transformation of life，1998，修订版1999）
- 《寄生虫星球 : 站在食物链顶端，寄生虫控制着进化……》（Parasite Rex: Inside the Bizarre World of Nature's Most Dangerous Creatures，2000）
- 《演化: 一個觀念的勝利》（Evolution: The Triumph of an Idea，2001）
- 《小生命：大腸桿菌解開生命奧祕》（Microcosm: E. coli and the New Science of Life，2008）
- 《病毒星球》（A Planet of Viruses，第一版2011，第二版2015，ISBN 022629420X）
- 《万物身刻：文艺并潮牌的科学符号》（Science Ink: Tattoos of the Science Obsessed，第一版2011，第二版2014）等[8]。
- 《演化：理解生命》（Evolution: Making Sense of Life. co-authored with Douglas Emlen. Greenwood Village, Colorado: Roberts and Company, 2016. ISBN 1936221365）
- She Has Her Mother's Laugh: The Powers, Perversions, and Potential of Heredity. New York: Dutton, 2018. ISBN 1101984597 [9]
- 《生命的边缘：寻找活着的意义》（Life's Edge: The Search for What It Means to Be Alive New York: Dutton, 2021.）